# Paolo Lucio Anafesto
Paolo Lucio Anafesto, též latinsky Paulicisus Anafestus, byl prvním, napůl legendárním benátským dóžetem. Vládl v letech 697 a 717.

## Okolnosti vzniku dóžecího úřadu

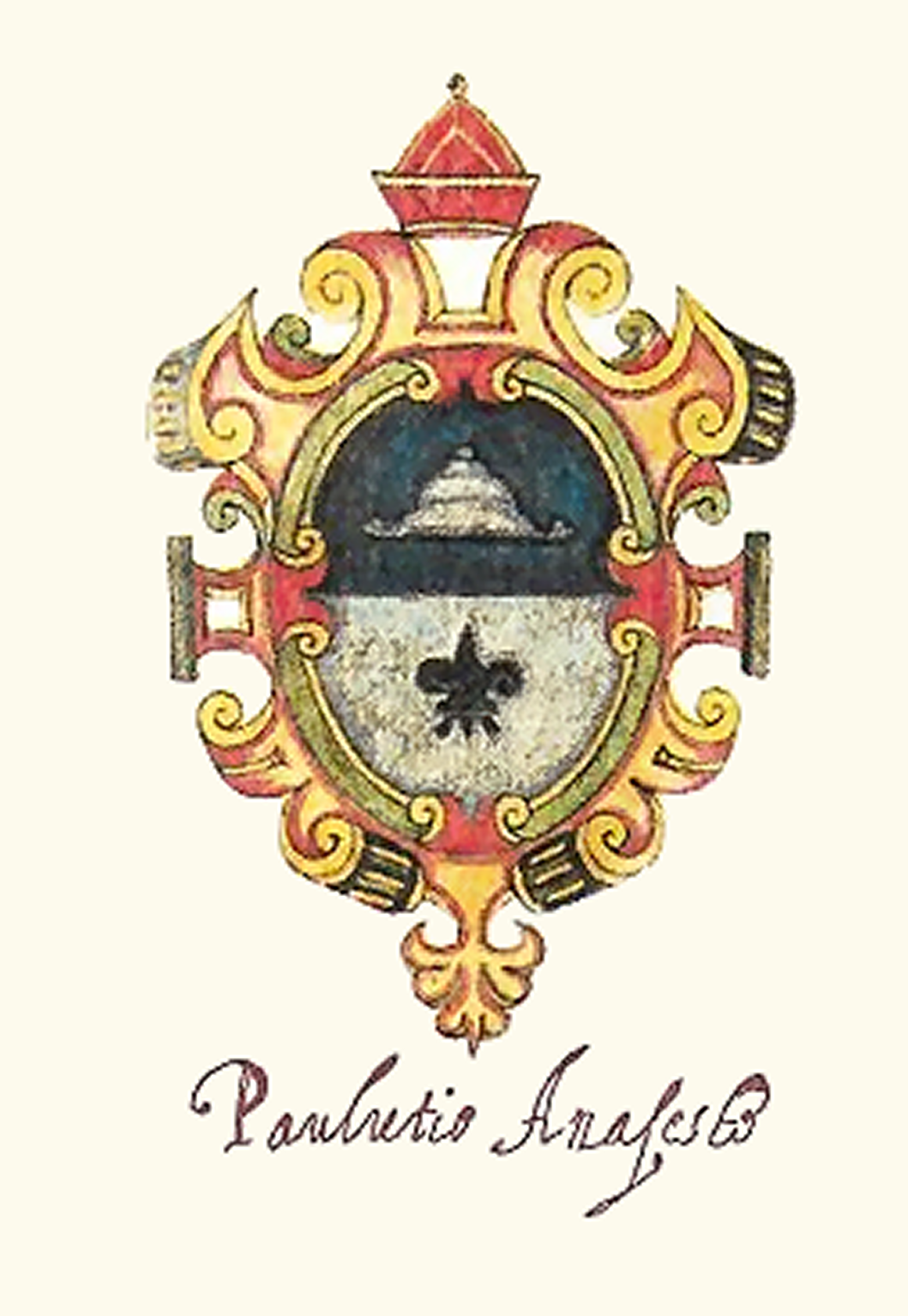
Anafestův erb

Paoluccio nebo též Paolo Lucio Anafesto byl údajným prvním benátským dóžetem. Jeho existence není doložena žádnými zdroji až do 11. století, avšak pravděpodobně skutečně existoval.
Tohoto heraklijského šlechtice, jehož město bylo v té době nejvýznamnějším v oblasti, zdejší obyvatelé zvolili do úřednické funkce mající na starost celou lagunu okolo Benátek, aby ukončil konflikty mezi rozličnými tribuny, kteří do té doby vládli různým částem tohoto území, a zároveň vedl obranu proti nájezdům Langobardů a Slovanů napadajících zdejší osady.
Po svém uvedení do funkce informoval Paolo o této události papeže a pravděpodobně i byzantského císaře. Za jeho vlády došlo ke konfliktu mezi Ravennou, sídlem stejnojmenného exarchátu, a Konstantinopolí, hlavním městem Byzantské říše, což byla pro Benátky dvě nejvýznamnější města, na nichž záležela prosperita města. Kvůli zajištění bezpečnosti tedy uzavřel dohodu s langobardským králem Luitprandem, který Benátkám výměnou za určitý poplatek přiznal rozsáhlá privilegia.
Během jeho působení ve funkci dóžete došlo pravděpodobně i k územnímu rozmachu Benátek.

## Spojitost s exarchou Paulem
Dle Johna Julia Norwiche se většinou zaměňuje za ravennského exarchu Paula, jehož magister militum se jmenoval Marcellus, přičemž pod stejným jménem je znám Paolucciův nástupce na dóžecím postu, Marcello Tegalliano. Za prvního doloženého dóžete je tedy považován až Orso Ipato (lat. Ursus Hypatus; † 737), zvolený roku 726.